# 桂秀馬

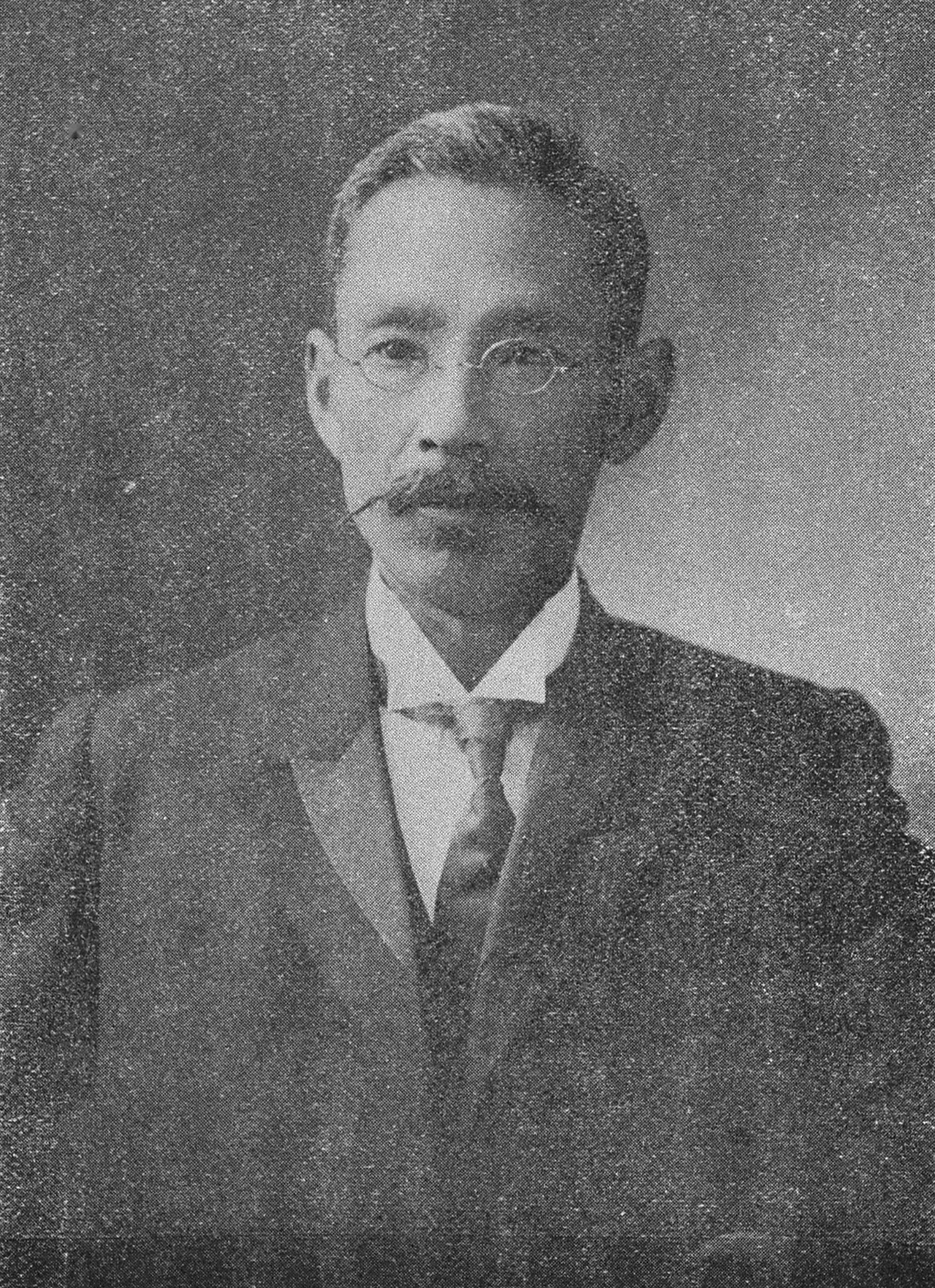
桂秀馬

桂 秀馬（かつら ひでま、1861年4月9日（文久元年2月30日） - 1911年（明治44年）11月6日）は、日本の明治期における外科医、侍医。宮内省侍医。越後国新津（現在の新潟市秋葉区）出身。従四位勲四等。

## 生涯
1861年4月9日（文久元年2月30日）に越後国新発田藩領新津村（後に中蒲原郡新津町→新津市）の士族桂愼吾の六男として誕生。幼名は秀助。1887年（明治20年）7月9日に東京帝国大学医科大学を卒業（明治19年度卒業生）した。
卒業後東京帝国大学医学部においてドイツの外科医で、お雇い外国人であるユリウス・スクリバ博士の助手となった後、済生学舎及び第一高等中学校医学部（後に千葉医科大学を経て千葉大学医学部）教諭となり外科学を担当したが、1889年（明治22年）5月2日宮内省侍医局に異動となり第一高等中学校の後任に大学同期の三輪徳寛を推薦した。大学同期として外科学を専攻した者としては三輪徳寛の他に高畑挺蔵・小川三之助等がおり、また伊東重・岡田国太郎・柳琢蔵等がいた。
1898年（明治31年）6月13日医術開業試験委員に任じられ（1905年（明治38年）10月26日辞任）、1900年（明治33年）5月18日付にてパリで開催される万国医事会議出席を命じられ渡欧した。1904年（明治37年）3月2日、侍医局主事に昇格する。
1911年（明治44年）4月26日病に罹り侍医局を休職し、11月6日東京都小石川区大塚窪町（現文京区大塚3丁目）の自宅に於いて卒去。同日従四位に叙される。墓所は護国寺で、平田東助や池田成彬、伯爵南部家などの墓所の並びにある。

## 事績
エルトゥールル号遭難事故救助
1890年（明治23年）9月16日、オスマン帝国軍艦エルトゥールル号は3ヶ月以上に及ぶ日本滞在を終えて帰国する途中、和歌山県大島樫野崎にほど近い場所で台風による暴風雨にあい座礁沈没した（死者587名、生存者69名）。事故の報告を受けた宮内省は翌日明治天皇臨御のもと閣議が開かれ、ただちに宮内省官吏の土岐豊之助と高橋守政、宮内省式部官の丹羽龍之助、侍医の桂秀馬、侍医医局医員の五藤克巳、侍医局薬丁の山本章五郎の現地派遣を決定した。また日本赤十字社に対して医員看護婦の派遣を依頼し、神戸和田岬に収容病院を設けた。21日早朝、ドイツ軍艦ウォルフ号が生存者を収容し神戸に到着し、桂等による治療が行われた。生存者69名の内重傷13名・軽傷38名で全員命に別状無く10月10日には軍艦金剛と比叡に分乗しオスマン帝国に向かって出航した。桂等に対して1891年（明治24年）9月11日付にてオスマン帝国皇帝より勲章が送られた。
私立日本医学校・東京医学校（現日本医科大学）設立へ
長谷川泰により、西洋医学による医師養成学校「済生学舎」が1876年（明治9年）4月本郷元町に設立され、桂秀馬は大学卒業後済生学舎で一時期教鞭をとっていた。1903年（明治36年）8月済生学舎が廃校となったが、済生学舎の教諭・卒業生等は済生学舎の再興及び学生支援のため1903年（明治36年）9月元教諭であった石川清忠等が同窓医学講習会を開講し、同年11月桂秀馬等が同窓医学講習会の後期学生を対象に「医学研究会」を開講した。これらの動きを受け翌1904年（明治37年）4月私立日本医学校が設立され多数の旧済生学舎学生を引き継ぎ、また「同窓医学講習会」の責任者石川清忠は駒込千駄木町に私立東京医学校を創立した。両校は桂逝去の前年1910年（明治43年）3月合併し私立日本医学校として千駄木に駒込医院を開設し、1919年（大正8年）8月文部省の認可を受けて日本医学専門学校と改称した。
外科集談会
佐藤三吉、近藤次繁、宇野朗、田中苗太郎、片山芳林、桂秀馬、鶴田禎次郎、中山森彦、丸茂文良、寺田織尾、林曄、佐藤恒久、佐藤達次郎、中原徳太郎等東京帝国大学医学部出身の外科専門医により、ドイツ・ベルリンにある外科専門家自由協會(Freie Vereinigung der Chiurgen Berlins) の組織にならい、東京でも外科医が自由に研究し議論し合う場として「集談会」開催が計画された。毎月第三水曜日を「集談会」開催日として、1902年（明治35年）5月21日東京医科大學外科外来診療所で第一回「集団会」が行われた。

## 栄典
- 1906年（明治39年）4月1日 - 明治三十七八年従軍記章[14]

## 論文・著作
- 「実用繃帯学」（桂秀馬校閲・小池毅編 誠之堂書肆 1895年）
- 「実用鍼科解剖学」（吉見英受著・桂秀馬閲 松緑堂 1896年）
- 「外科類症鑑別」（大石栄三・桂秀馬・田代義徳 朝香屋 1901年）
- 「家庭衛生講話 第9編外科講話 桂秀馬」（博文館 1908年）
- 「繃帯学」（桂秀馬 金原商店　1910年）
- 「外科総論 上巻中巻下巻」（桂秀馬纂著・三輪徳寛校補 金原商店 1912年〜1913年）
- 「外科手術学 外科総論 続篇上巻」（桂秀馬纂著・三輪徳寛校補 金原商店 1915年）
- 「繃帯学 外科総論 続編下巻」（桂秀馬纂著・三輪徳寛校補 金原商店 1915年）
- 「日本外科学会誌5 1904年4月 發脱疽(宿題)(附圖第五表) 桂秀馬外 p120〜143・p144〜202 特發脱疽ニ於ケル二三ノ鏡檢的所見ニ就テ(附圖第六表)討論 芳賀榮次郞 桂秀馬外 p203〜217」（南江堂）
- 「済生学舎医事新報(2)1893年2月 急性化膿性筋炎ノ一例 桂秀馬 p48〜52」（済生学舎医事新報社）
- 「済生学舎医事新報(6)1893年6月 水癌ノ一症 桂秀馬 p59〜64」（済生学舎医事新報社）
- 「済生学舎医事新報(41)1896年5月 肉芽性膝關節炎 桂秀馬 p440〜444」（済生学舎医事新報社）
- 「済生学舎医事新報(46)1896年10月 足趾特發脫疽 桂秀馬 p948〜954」（済生学舎医事新報社）
- 「済生学舎医事新報(48)1896年12月 睾丸護謨腫兼肛門周圍炎 桂秀馬 p1127〜1132」（済生学舎医事新報社）
- 「済生学舎医事新報(52)1897年4月 脊椎「カリエス」 桂秀馬 p300〜304」（済生学舎医事新報社）
- 「済生学舎医事新報(54)1897年6月 硬性乳癌 桂秀馬 p532〜536」（済生学舎医事新報社）
- 「済生学舎医事新報(56)1897年8月 盲膓周圍炎 桂秀馬 p711〜714」（済生学舎医事新報社）
- 「済生学舎医事新報(58)1897年10月 睾丸護謨腫 桂秀馬 p885〜888」（済生学舎医事新報社）
- 「済生学舎医事新報(60)1897年12月 慢性多發性關節炎 桂秀馬 p1075〜1079」（済生学舎医事新報社）
- 「済生学舎医事新報(63)1898年3月 惡性淋巴腺腫ノ一例 桂秀馬 p242〜246」（済生学舎医事新報社）
- 「済生学舎医事新報(72)1898年12月 上顎骨肉腫ノ一例 桂秀馬 p1119〜1122」（済生学舎医事新報社）
- 「済生学舎医事新報(121)1903年1月 膓骨「カリイス」ノ一例 桂秀馬 p46〜49」（済生学舎医事新報社）
- 「済生学舎医事新報(123)1903年3月 不全外痔瘻ノ一例 桂秀馬 p226〜229」（済生学舎医事新報社）
- 「済生学舎医事新報(125)1903年5月 急性漿液性膝關節炎ノ一例 桂秀馬 p401〜403」（済生学舎医事新報社）
- 「済生学舎医事新報(126)1903年6月 左星第二第三趾ニ於ケル特發壞疽ノ一例 桂秀馬 p482〜485」（済生学舎医事新報社）
- 「済生学舎医事新報(128)1903年8月 莖癌腫ノ一例 桂秀馬 p664〜669」（済生学舎医事新報社）
- 「北越医会会報(1)1887年2月 新制腐藥「ヨドール」ノ說 桂秀馬 p11〜12」（北越医学会事務所）
- 「北越医会会報(2)1887年4月 梅毒ノ水銀療法ニ於ル發汗浴ノ効用 桂秀馬 p3〜9」（北越医学会事務所）
- 「北越医会会報(6)1887年12月 瘢痕ヲ寄麗ニスル法/ラツサー 桂秀馬 p2〜5」（北越医学会事務所）
- 「北越医会会報(9)1888年6月 骨成形術實驗 桂秀馬 p33〜36」（北越医学会事務所）
- 「北越医会会報(13)1889年2月 下唇癌剔出及造唇術 桂秀馬・大矢民輔 p21〜32」（北越医学会事務所）
- 「北越医会会報(15)1889年5月 「キツプス」繃帶ノ說 桂秀馬 p13〜15」（北越医学会事務所）
- 「北越医会会報(19)1889年9月 膓壁「ヘルニヤ」 桂秀馬・大矢民輔 p12〜17」（北越医学会事務所）
- 「北越医会会報(21)1889年11月 乾性手術 桂秀馬 p6〜8」（北越医学会事務所）
- 「北越医会会報(23)1890年1月 膓壁ヘルニアノ治驗 桂秀馬・大矢民輔 p16〜19」（北越医学会事務所）